# Kasteel Du Parc-Locmaria

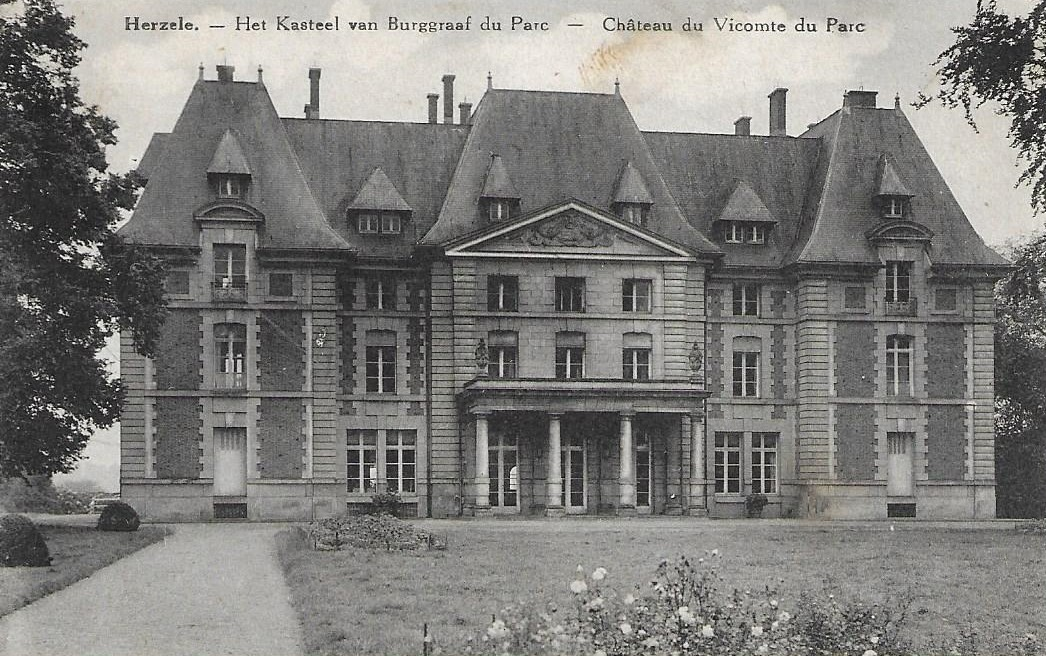
Kasteel du Parc Herzele (historische prentbriefkaart)

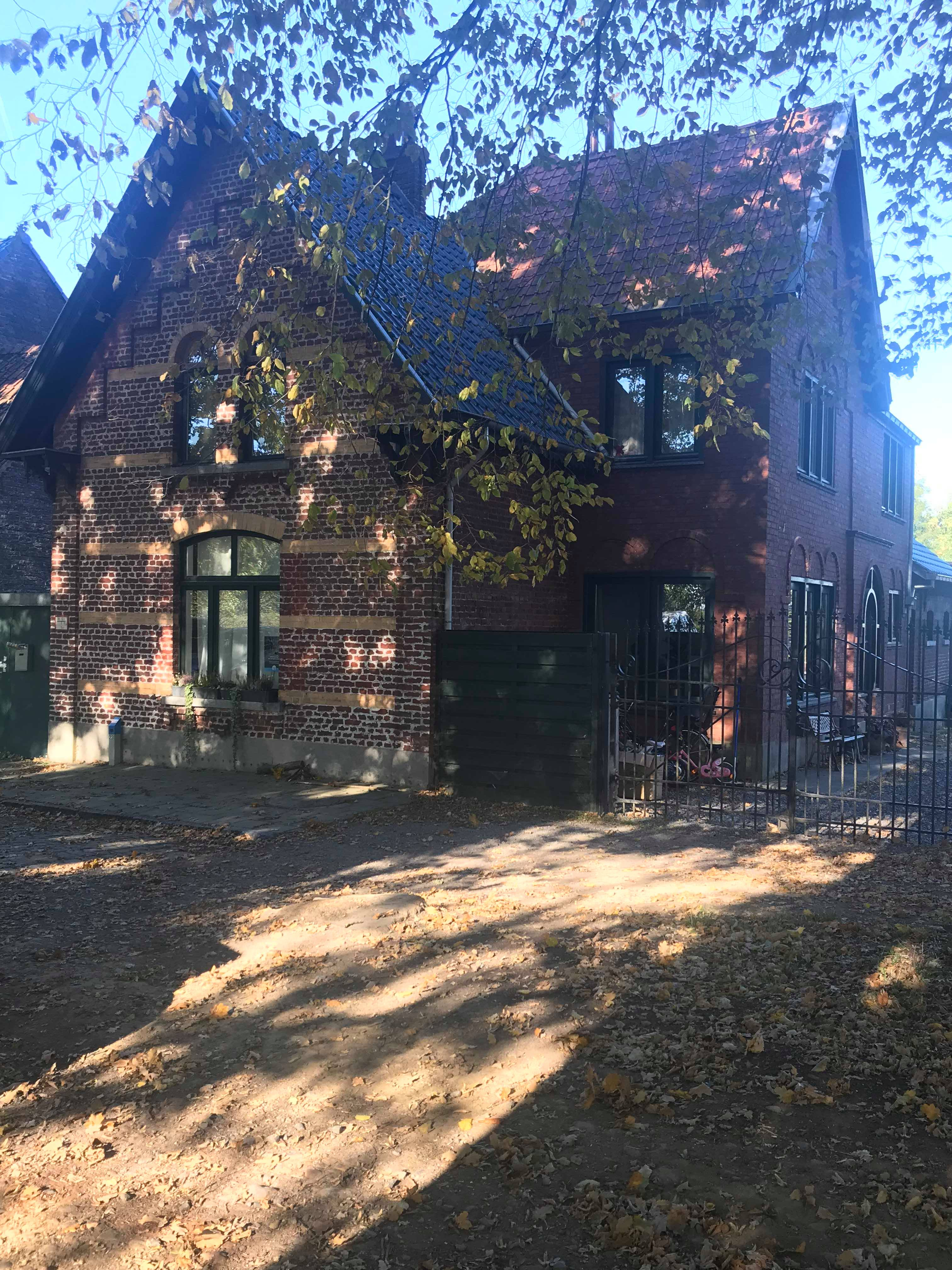
Personeelswoning van Kasteel Du Parc-Locmaria aan de Kasteeldreef

Het kasteel Du Parc-Locmaria is gelegen te Herzele in de Belgische provincie Oost-Vlaanderen.

## Geschiedenis
In 1840 werd het kasteel gebouwd door baron van de Woestyne in neoclassicistische stijl. De naam verwijst naar het geslacht Du Parc Locmaria.
Aan het begin van de 20e eeuw werd het verbouwd door de toenmalige eigenaars in de neoklassieke Lodewijk XIIIde-stijl.

## Opbouw en omgeving
Het gebouw is opgetrokken in baksteen en zandsteen en het pand wordt gedekt door leien. In de voorgevel heeft men gewerkt met geometrische vormen en met symmetrie. Het kasteel wordt omringd door een park van meer dan 10 ha. Dit park bevat enkele unieke boomsoorten en een grote vijver. De paardenrenbaan aan de rand van het domein wordt nog maar zelden gebruikt.